# Hawkhead
Hawkhead är en ort i Storbritannien.   Den ligger i kommunen Renfrewshire och riksdelen Skottland, i den centrala delen av landet, 500 km nordväst om huvudstaden London. Hawkhead ligger 14 meter över havet och antalet invånare är 968.
Terrängen runt Hawkhead är platt åt nordost, men åt sydväst är den kuperad. Runt Hawkhead är det ganska tätbefolkat, med 104 invånare per kvadratkilometer. Närmaste större samhälle är Glasgow, 8,6 km öster om Hawkhead. Trakten runt Hawkhead består i huvudsak av gräsmarker.